# 蕎麥

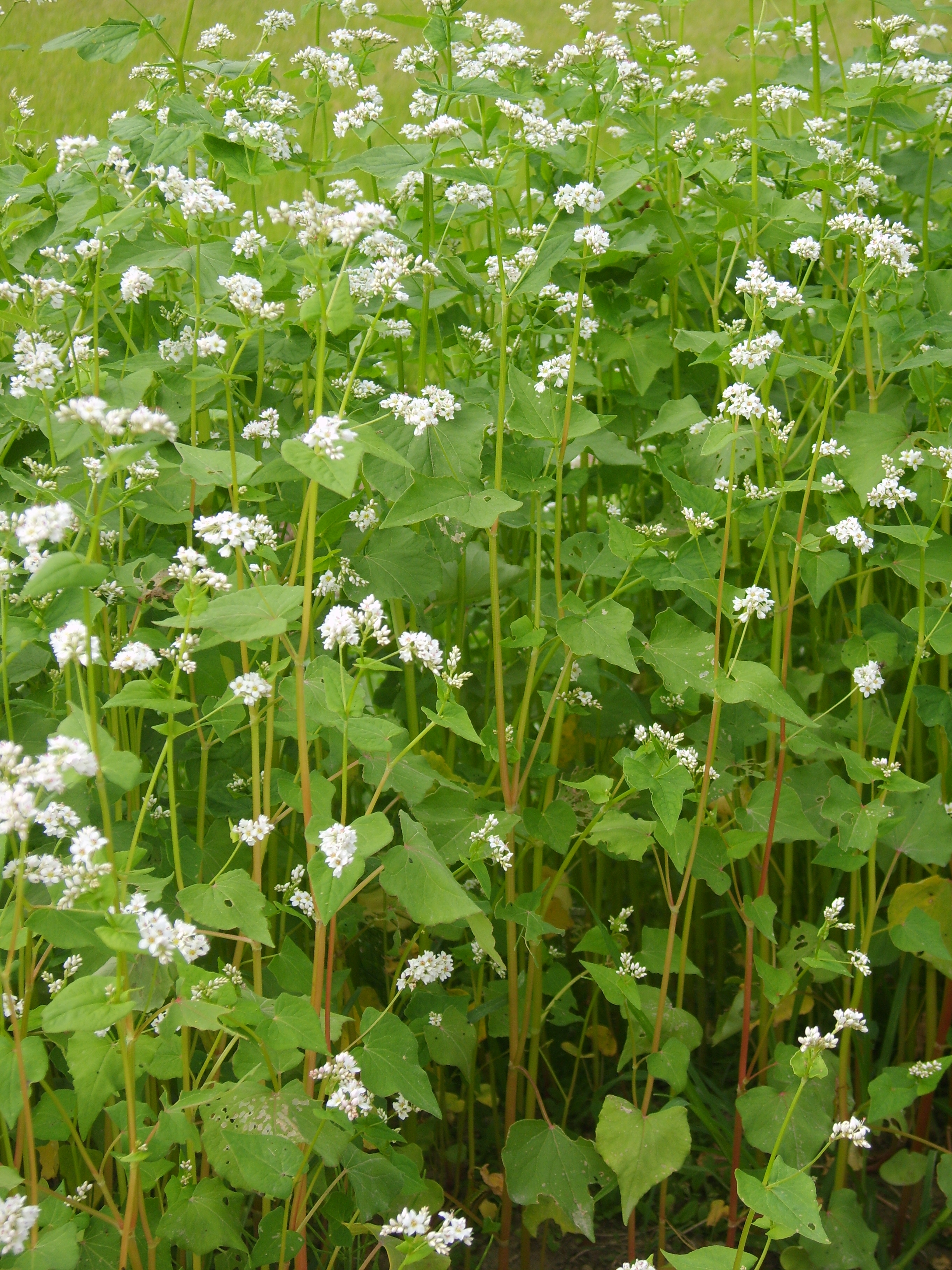
蕎麥植株

荞麦亦作普通蕎麥（common buckwheat）以跟其他同屬物種區別，是蓼科荞麦属的植物，也有人将其分入蓼属，它是一种双子叶植物。
普通荞麦和同属的苦荞麦（F. tataricum Gaertn）、金荞麦（F. dibotrys H.Hara），在漢語與英語均稱「麥」（wheat），且都可作粮食，但與其他粮食作物不同的是，它们不属于禾本科。荞麦是从小野荞麦（Fagopyrum leptopodum）演化出来的，野生荞麦是一种藤本植物，而栽種的荞麦亞種的茎却是直立的。
荞麦种子呈三角形，被硬壳所包裹，去壳后可磨面食用。

## 种植
荞麦和苦荞麦一般認爲起源於中國，尤其是西南部的四川、雲南、西藏交界的地區，因爲甜蕎和苦蕎的近緣野生種主要分佈在這一地區。然而通過化石和微化石（主要是花粉）硏究，發現最早可信的栽培甜蕎出現在公元前5000多年的中國北部黃土高原地區。蕎麥在公元前2000年之前已傳到歐亞大陸各地，可能是通過喜馬拉雅山南麓向西傳到高加索地區及歐洲。 

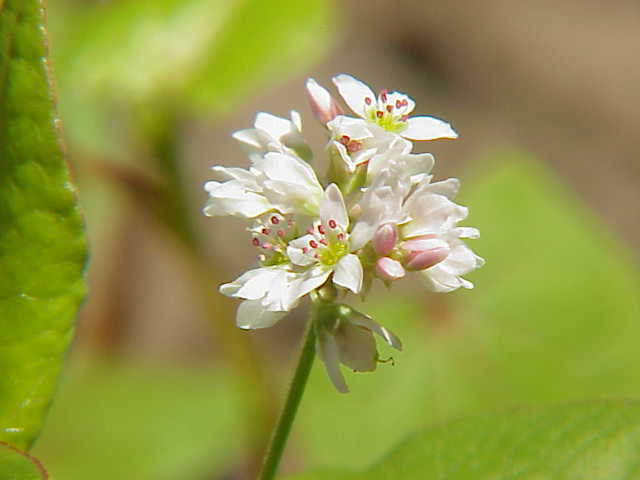
荞麦花

荞麦生长期短，可以在贫瘠的酸性土壤中生长，不需要过多的养分和氮素，但需要有充足的水分，下种晚，在比较凉爽的气候下开花。所以可以在受水灾以后作为补种，也可以作为绿肥、饲料或防止水土流失的覆盖植物。
普通荞麦占全世界种植荞麦的90%以上，主要种植荞麦的国家有俄罗斯、中国、日本、波兰、加拿大、巴西、南非和澳大利亚，美国种植荞麦在近些年已经锐减，1918年有4000平方千米，到1964年仅剩下200平方千米。

## 利用

### 食用

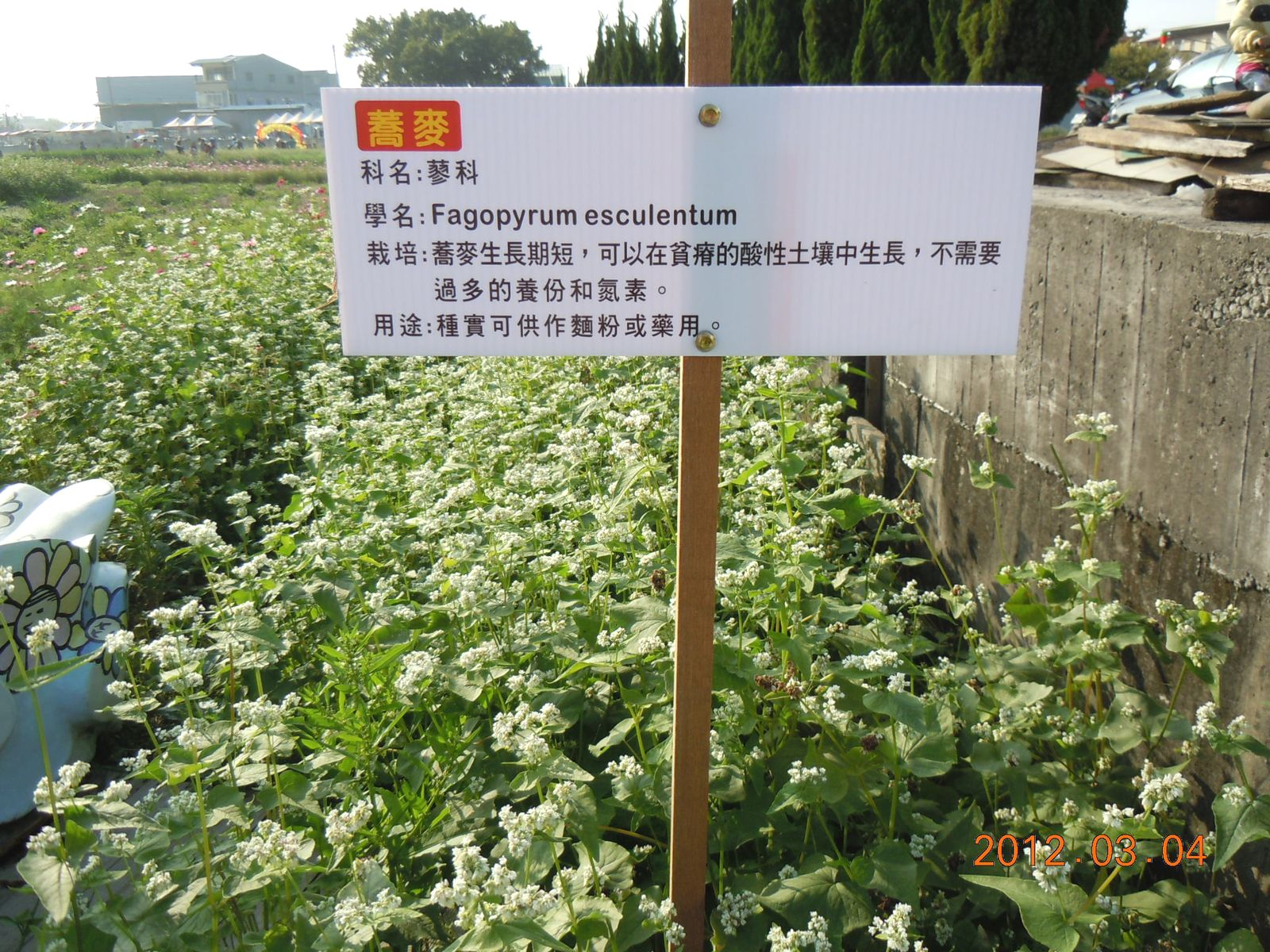
臺灣臺中市大雅區的蕎麥田

蕎麥麵粉比小麥麵粉的颜色較深，法国人用于做黑麵包；日本人做蕎麥麵，朝鲜人做一种凉糕，波兰人直接用未磨的去皮种子做粥，此外欧洲人还用来做粥或做淀粉使汤增稠。

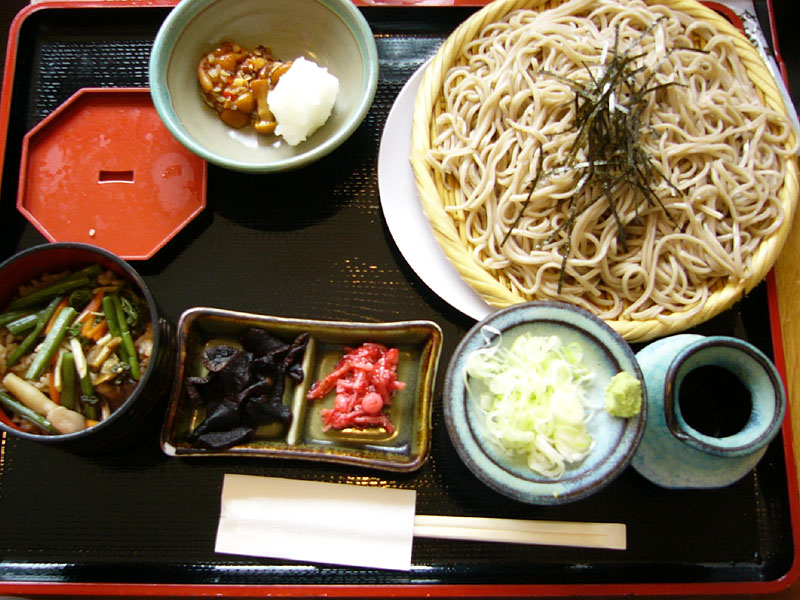
日本的荞麦面条（信州蕎麦）

发酵的荞麦面俄罗斯人做烙馅饼，法国人做小薄饼，有一种类似蘑菇的味道。
在四川、云南、贵州等地高寒山区居住的彝族居民将荞麦当作主食之一。彝族居民将荞麦区分为“甜荞”（彝文：ꈿꐎ）和“苦荞”（彝文：ꈵꆈ）两类，“甜荞”大致相当于中國大陸和日本等地普遍种稙的各类品种，而“苦荞”则是适应当地高寒气候的特殊品种。虽然“苦荞”有一定的苦味，但彝族人民向来非常喜爱。在彝语北部方言地区，一般婚礼上都会准备荞饼，当地汉族人称之为“荞粑粑”。据说必备荞饼的原因是当地彝语方言里“荞麦”和“思念”谐音（当地彝语称“荞麦”为[ŋgɤ˧]，而“思念”的发音则为[ŋgɤ˧]或[ŋgu˧]）。
荞麦还是一种蜜源植物。但荞麦的茎叶有毒，食用会造成荞麦中毒症，皮肤会对阳光过敏，尤其是浅色的牲畜和肤色浅的人反应更强烈，但其嫩芽无毒且营养丰富，芽菜族群食用它们的嫩芽「蕎麥苗」。

### 种皮
荞麦种皮可以用于填充枕头和坐垫，荞麦皮比较坚固，不传热和反射热。尤其对那些对羽毛过敏的人，荞麦皮枕头比羽绒枕头要好，所以荞麦皮也作为一种商品买卖。现在正在研究荞麦皮枕头对人类健康的益处。

### 酿酒
近些年来用荞麦取代其他粮食来酿造啤酒，可以降低啤酒中的含糖蛋白量，生产“无糖蛋白啤酒”，适合对糖蛋白敏感的，患乳糜泻的人饮用。

### 冰淇淋
近年來有一些手工冰淇淋店，模仿一般冰淇淋的口感，使用蕎麥製作出不含乳製品的蕎麥冰淇淋，零膽固醇，熱量較低，全素可食，屬一種獨特的冰品。
饮品
将苦荞进行加工后，可作为茶来饮用，被称为“苦荞茶”。味微苦，但十分香浓且廉价，在中国西南地区的小型餐厅中极受欢迎。

## 延伸阅读
[在维基数据编辑]
 《植物名實圖考·蕎麥》，出自吳其濬《植物名實圖考》